# Liste der Baudenkmale in Varel
In der Liste der Baudenkmale in Varel sind die Baudenkmale der niedersächsischen Gemeinde Varel und ihrer Ortsteile aufgelistet. Der Stand der Liste ist der 11. August 2022. Die Quelle der Baudenkmale ist der Denkmalatlas Niedersachsen. Die Liste ist nicht vollständig, es fehlen die Baudenkmale der Gemarkung Varel-Land.

## Allgemein
In den Spalten befinden sich folgende Informationen:
- Lage: die Adresse des Baudenkmales und die geographischen Koordinaten. Kartenansicht, um Koordinaten zu setzen. In der Kartenansicht sind Baudenkmale ohne Koordinaten mit einem roten Marker dargestellt und können in der Karte gesetzt werden. Baudenkmale ohne Bild sind mit einem blauen Marker gekennzeichnet, Baudenkmale mit Bild mit einem grünen Marker.
- Bezeichnung: Bezeichnung des Baudenkmales
- Beschreibung: die Beschreibung des Baudenkmales. Unter § 3 Abs. 2 NDSchG werden Einzeldenkmale und unter § 3 Abs. 3 NDSchG Gruppen baulicher Anlagen und deren Bestandteile ausgewiesen.
- ID: die Objekt-ID des Baudenkmales
- Bild: ein Bild des Baudenkmales, ggf. zusätzlich mit einem Link zu weiteren Fotos des Baudenkmals im Medienarchiv Wikimedia Commons. Wenn man auf das Kamerasymbol klickt, können Fotos zu Baudenkmalen aus dieser Liste hochgeladen werden:

## Varel-Stadt

### Gruppe: Hafenanlage
Baudenkmal (Gruppe):

| Lage                        | Bezeichnung | Beschreibung  | ID       | Bild           |
| --------------------------- | ----------- | ------------- | -------- | -------------- |
| 53° 24′ 29″ N, 8° 10′ 32″ O | Hafenanlage | Vareler Hafen | 36192700 | Weitere Bilder |

Baudenkmale (Einzeln):

| Lage                                 | Bezeichnung     | Beschreibung | ID       | Bild |
| ------------------------------------ | --------------- | ------------ | -------- | ---- |
| Am Hafen 53° 24′ 29″ N, 8° 10′ 46″ O | Kanal           |              | 36389599 | BW   |
| Am Hafen 53° 24′ 21″ N, 8° 9′ 47″ O  | Eisenbahnbrücke |              | 36389569 | BW   |

### Gruppe: Hofanlage
Baudenkmal (Gruppe):

| Lage                                      | Bezeichnung | Beschreibung | ID       | Bild |
| ----------------------------------------- | ----------- | ------------ | -------- | ---- |
| Hafenstraße 22 53° 24′ 10″ N, 8° 8′ 58″ O | Hofanlage   |              | 50604144 | BW   |

Baudenkmale (Einzeln):

| Lage                                     | Bezeichnung | Beschreibung | ID       | Bild |
| ---------------------------------------- | ----------- | ------------ | -------- | ---- |
| Hafenstraße 22 53° 24′ 9″ N, 8° 8′ 59″ O | Wohnhaus    |              | 36392395 | BW   |
| Hafenstraße 22 53° 24′ 10″ N, 8° 9′ 0″ O | Scheune     |              | 36395691 | BW   |

### Gruppe: Schloßplatz
Baudenkmal (Gruppe):

| Lage                       | Bezeichnung | Beschreibung       | ID       | Bild |
| -------------------------- | ----------- | ------------------ | -------- | ---- |
| 53° 23′ 49″ N, 8° 8′ 13″ O | Schloßplatz | Schlossplatz Varel | 36192182 | BW   |

Baudenkmale (Einzeln):

| Lage                                          | Bezeichnung         | Beschreibung                                               | ID       | Bild           |
| --------------------------------------------- | ------------------- | ---------------------------------------------------------- | -------- | -------------- |
| Schulstraße 1 53° 23′ 51″ N, 8° 8′ 8″ O       | Schule              | Grundschule am Schlossplatz                                | 36393769 |                |
| Schulstraße 2 53° 23′ 49″ N, 8° 8′ 7″ O       | Gefängnis           | Der Entwurf für das Gebäude stammt von Ludwig Klingenberg. | 36393793 | BW             |
| Schloßplatz 7 53° 23′ 48″ N, 8° 8′ 8″ O       | Amtsgericht         | Amtsgericht Varel                                          | 36393716 | Weitere Bilder |
| Schloßplatz 7 53° 23′ 49″ N, 8° 8′ 10″ O      | Kriegerdenkmal      | 1870/71 mit Standbild der Germania                         | 36388806 |                |
| Kirchenstraße 5 53° 23′ 53″ N, 8° 8′ 11″ O    | Wohnhaus            |                                                            | 36390183 | BW             |
| Kirchenstraße 3 53° 23′ 53″ N, 8° 8′ 12″ O    | Wohnhaus            |                                                            | 36390158 | BW             |
| Kirchenstraße 1 53° 23′ 53″ N, 8° 8′ 14″ O    | Wohnhaus            |                                                            | 36388504 | BW             |
| Mühlenstraße 2 53° 23′ 52″ N, 8° 8′ 16″ O     | Wohn-/Geschäftshaus |                                                            | 36390106 | BW             |
| Marktplatz 1 53° 23′ 51″ N, 8° 8′ 17″ O       | Feuerwehrgebäude    |                                                            | 36388557 | BW             |
| Mühlenstraße 3 53° 23′ 51″ N, 8° 8′ 16″ O     | Wohn-/Geschäftshaus |                                                            | 36390132 | BW             |
| Mühlenstraße 1 53° 23′ 50″ N, 8° 8′ 16″ O     | Wohn-/Geschäftshaus |                                                            | 36390080 | BW             |
| Schloßplatz 2 53° 23′ 50″ N, 8° 8′ 15″ O      | Wohn-/Geschäftshaus |                                                            | 36388834 |                |
| Schloßplatz 4 53° 23′ 49″ N, 8° 8′ 15″ O      | Wohnhaus            |                                                            | 36388950 |                |
| Schloßplatz 6 53° 23′ 49″ N, 8° 8′ 15″ O      | Wohn-/Geschäftshaus | Schloss-Café                                               | 36388976 |                |
| Schloßplatz 8 53° 23′ 49″ N, 8° 8′ 16″ O      | Wohn-/Geschäftshaus |                                                            | 36389003 |                |
| Schloßplatz 10 53° 23′ 48″ N, 8° 8′ 15″ O     | Wohn-/Geschäftshaus |                                                            | 36389062 | BW             |
| Hindenburgstraße 1 53° 23′ 47″ N, 8° 8′ 15″ O | Wohn-/Geschäftshaus |                                                            | 36392475 | BW             |
| Schloßplatz 12 53° 23′ 48″ N, 8° 8′ 14″ O     | Wohn-/Geschäftshaus |                                                            | 36389088 |                |
| Schloßplatz 14 53° 23′ 48″ N, 8° 8′ 13″ O     | Gaststätte          |                                                            | 36389114 |                |
| Schloßplatz 9 53° 23′ 47″ N, 8° 8′ 12″ O      | Wohn-/Geschäftshaus |                                                            | 36389033 | BW             |
| Schloßstraße 2 53° 23′ 47″ N, 8° 8′ 12″ O     | Wohn-/Geschäftshaus |                                                            | 36394805 | BW             |

#### Gruppe: Schloßkirche Varel
Baudenkmal (Gruppe):

| Lage                                   | Bezeichnung        | Beschreibung        | ID       | Bild           |
| -------------------------------------- | ------------------ | ------------------- | -------- | -------------- |
| Schloßplatz 53° 23′ 51″ N, 8° 8′ 11″ O | Schloßkirche Varel | Schlosskirche Varel | 36192200 | Weitere Bilder |

Baudenkmale (Einzeln):

| Lage                                     | Bezeichnung       | Beschreibung                                                                   | ID       | Bild           |
| ---------------------------------------- | ----------------- | ------------------------------------------------------------------------------ | -------- | -------------- |
| Schloßplatz 3 53° 23′ 51″ N, 8° 8′ 13″ O | Kirche            |                                                                                | 36388860 |                |
| Schloßplatz 3 53° 23′ 52″ N, 8° 8′ 12″ O | Pfarrhaus         |                                                                                | 36388921 |                |
| Schloßplatz 3 53° 23′ 50″ N, 8° 8′ 12″ O | Kriegerdenkmal    | für die Gefallenen des Ersten Weltkriegs, Klinkerbau mit achteckigem Grundriss | 36388895 | Weitere Bilder |
| Schloßplatz 3 53° 23′ 51″ N, 8° 8′ 10″ O | Einfriedungsmauer |                                                                                | 36390832 | BW             |

### Gruppe: Wohnhäuser Grosses Stift
Baudenkmal (Gruppe):

| Lage                       | Bezeichnung              | Beschreibung | ID       | Bild |
| -------------------------- | ------------------------ | ------------ | -------- | ---- |
| 53° 23′ 51″ N, 8° 7′ 56″ O | Wohnhäuser Grosses Stift |              | 36192220 | BW   |

Baudenkmale (Einzeln):

| Lage                                        | Bezeichnung | Beschreibung               | ID       | Bild |
| ------------------------------------------- | ----------- | -------------------------- | -------- | ---- |
| Hagenstraße 1 53° 23′ 51″ N, 8° 7′ 55″ O    | Wohnhaus    | Grosses Stift (Doppelhaus) | 36388475 | BW   |
| Achternstraße 29 53° 23′ 50″ N, 8° 7′ 56″ O | Wohnhaus    |                            | 36388112 | BW   |
| Achternstraße 27 53° 23′ 51″ N, 8° 7′ 57″ O | Wohnhaus    |                            | 36388083 | BW   |
| Achternstraße 25 53° 23′ 51″ N, 8° 7′ 58″ O | Wohnhaus    |                            | 36388054 | BW   |

### Gruppe: Mühlenstraße
Baudenkmal (Gruppe):

| Lage                                    | Bezeichnung  | Beschreibung | ID       | Bild |
| --------------------------------------- | ------------ | ------------ | -------- | ---- |
| Mühlenstraße 53° 23′ 58″ N, 8° 8′ 28″ O | Mühlenstraße |              | 36192866 | BW   |

Baudenkmale (Einzeln):

| Lage                                         | Bezeichnung  | Beschreibung | ID       | Bild |
| -------------------------------------------- | ------------ | ------------ | -------- | ---- |
| Mühlenstraße 32 53° 23′ 58″ N, 8° 8′ 27″ O   | Villa        |              | 36390335 | BW   |
| Mühlenstraße 34 a 53° 23′ 58″ N, 8° 8′ 28″ O | Nebengebäude |              | 36390364 | BW   |
| Mühlenstraße 34 53° 23′ 59″ N, 8° 8′ 29″ O   | Villa        |              | 36390307 | BW   |

### Gruppe: Lange Straße 22, 24, 26
Baudenkmal (Gruppe):

| Lage                       | Bezeichnung             | Beschreibung | ID | Bild |
| -------------------------- | ----------------------- | ------------ | -- | ---- |
| 53° 23′ 45″ N, 8° 7′ 59″ O | Lange Straße 22, 24, 26 |              |    | BW   |

Baudenkmale (Einzeln):

| Lage                                       | Bezeichnung | Beschreibung | ID       | Bild |
| ------------------------------------------ | ----------- | ------------ | -------- | ---- |
| Lange Straße 22 53° 23′ 45″ N, 8° 8′ 0″ O  | Wohnhaus    |              | 36389752 | BW   |
| Lange Straße 24 53° 23′ 45″ N, 8° 8′ 0″ O  | Wohnhaus    |              | 36389778 | BW   |
| Lange Straße 26 53° 23′ 46″ N, 8° 7′ 59″ O | Wohnhaus    |              | 36389804 | BW   |

### Gruppe: Lange Straße 6 und 8
Baudenkmal (Gruppe):

| Lage                      | Bezeichnung          | Beschreibung | ID       | Bild |
| ------------------------- | -------------------- | ------------ | -------- | ---- |
| 53° 23′ 45″ N, 8° 8′ 7″ O | Lange Straße 6 und 8 |              | 36192685 | BW   |

Baudenkmale (Einzeln):

| Lage                                     | Bezeichnung         | Beschreibung | ID       | Bild |
| ---------------------------------------- | ------------------- | ------------ | -------- | ---- |
| Lange Straße 6 53° 23′ 45″ N, 8° 8′ 7″ O | Wohnhaus            |              | 36389278 | BW   |
| Lange Straße 8 53° 23′ 45″ N, 8° 8′ 6″ O | Wohn-/Geschäftshaus |              | 36389308 | BW   |

### Gruppe: Windallee 9 + 11
Baudenkmal (Gruppe):

| Lage                                | Bezeichnung      | Beschreibung | ID       | Bild |
| ----------------------------------- | ---------------- | ------------ | -------- | ---- |
| Windallee 53° 23′ 43″ N, 8° 8′ 7″ O | Windallee 9 + 11 |              | 36192764 | BW   |

Baudenkmale (Einzeln):

| Lage                                   | Bezeichnung | Beschreibung | ID       | Bild |
| -------------------------------------- | ----------- | ------------ | -------- | ---- |
| Windallee 9 53° 23′ 43″ N, 8° 8′ 7″ O  | Wohnhaus    |              | 36389200 |      |
| Windallee 11 53° 23′ 42″ N, 8° 8′ 6″ O | Wohnhaus    |              | 36389880 |      |

### Gruppe: Bahnhofstraße / Bahnhofsplatz
Baudenkmal (Gruppe):

| Lage                       | Bezeichnung                   | Beschreibung | ID       | Bild |
| -------------------------- | ----------------------------- | ------------ | -------- | ---- |
| 53° 23′ 54″ N, 8° 8′ 54″ O | Bahnhofstraße / Bahnhofsplatz |              | 36192798 | BW   |

Baudenkmale (Einzeln):

| Lage                                        | Bezeichnung | Beschreibung | ID       | Bild |
| ------------------------------------------- | ----------- | ------------ | -------- | ---- |
| Bahnhofstraße 38 53° 23′ 54″ N, 8° 8′ 53″ O | Wohnhaus    |              | 36390032 |      |
| Bahnhofstraße 40 53° 23′ 55″ N, 8° 8′ 54″ O | Wohnhaus    |              | 36390056 |      |

### Gruppe: Ehemaliges Fuhrunternehmen
Baudenkmal (Gruppe):

| Lage                       | Bezeichnung                | Beschreibung | ID       | Bild |
| -------------------------- | -------------------------- | ------------ | -------- | ---- |
| 53° 23′ 51″ N, 8° 8′ 53″ O | Ehemaliges Fuhrunternehmen |              | 36192781 | BW   |

Baudenkmale (Einzeln):

| Lage                                        | Bezeichnung | Beschreibung | ID       | Bild |
| ------------------------------------------- | ----------- | ------------ | -------- | ---- |
| Bahnhofstraße 43 53° 23′ 51″ N, 8° 8′ 52″ O | Wohnhaus    |              | 36389983 |      |
| Bahnhofstraße 43 53° 23′ 50″ N, 8° 8′ 53″ O | Remise      |              | 36390007 | BW   |

### Gruppe: Neue Straße-Obernstraße
Baudenkmal (Gruppe):

| Lage                                                | Bezeichnung             | Beschreibung | ID       | Bild |
| --------------------------------------------------- | ----------------------- | ------------ | -------- | ---- |
| Neue Straße, Obernstraße 53° 23′ 43″ N, 8° 8′ 24″ O | Neue Straße-Obernstraße |              | 36192716 | BW   |

Baudenkmale (Einzeln):

| Lage                                       | Bezeichnung         | Beschreibung  | ID       | Bild |
| ------------------------------------------ | ------------------- | ------------- | -------- | ---- |
| Obernstraße 8 53° 23′ 43″ N, 8° 8′ 24″ O   | Wohn-/Geschäftshaus | Pekol-Haus    | 36389654 |      |
| Obernstraße 10 53° 23′ 43″ N, 8° 8′ 24″ O  | Keller              | Gewölbekeller | 41536832 | BW   |
| Obernstraße 12 53° 23′ 43″ N, 8° 8′ 26″ O  | Wohn-/Geschäftshaus |               | 36393259 |      |
| Obernstraße 12a 53° 23′ 43″ N, 8° 8′ 26″ O | Remise              |               | 36395761 |      |
| Neue Straße 2 53° 23′ 43″ N, 8° 8′ 24″ O   | Hotel               | Central-Hotel | 36389704 |      |
| Neue Straße 4 53° 23′ 42″ N, 8° 8′ 23″ O   | Wohn-/Geschäftshaus |               | 36388585 |      |
| Neue Straße 3 53° 23′ 42″ N, 8° 8′ 22″ O   | Wohn-/Geschäftshaus | Eis Costantin | 36389680 |      |
| Neue Straße 1 53° 23′ 43″ N, 8° 8′ 22″ O   | Wohn-/Geschäftshaus |               | 36389728 |      |

### Gruppe: Neumarkt
Baudenkmal (Gruppe):

| Lage                       | Bezeichnung | Beschreibung | ID       | Bild |
| -------------------------- | ----------- | ------------ | -------- | ---- |
| 53° 23′ 43″ N, 8° 8′ 31″ O | Neumarkt    |              | 36192747 | BW   |

Baudenkmale (Einzeln):

| Lage                                         | Bezeichnung         | Beschreibung                 | ID       | Bild |
| -------------------------------------------- | ------------------- | ---------------------------- | -------- | ---- |
| Neumarktplatz 2 53° 23′ 45″ N, 8° 8′ 32″ O   | Wohnhaus            |                              | 36389830 |      |
| Neumarktplatz 6 53° 23′ 44″ N, 8° 8′ 32″ O   | Gasthof             |                              | 36388691 |      |
| Neumarktstraße 11 53° 23′ 44″ N, 8° 8′ 33″ O | Wohnhaus            |                              | 36389439 | BW   |
| Neumarktstraße 9 53° 23′ 44″ N, 8° 8′ 33″ O  | Wohn-/Geschäftshaus |                              | 36389464 | BW   |
| Neumarktstraße 7 53° 23′ 43″ N, 8° 8′ 33″ O  | Gasthof             |                              | 36389514 |      |
| Neumarktstraße 3 53° 23′ 42″ N, 8° 8′ 33″ O  | Wohn-/Geschäftshaus |                              | 36389544 | BW   |
| Neumarktstraße 1 53° 23′ 41″ N, 8° 8′ 33″ O  | Wohn-/Geschäftshaus |                              | 36389414 | BW   |
| Neumarktstraße 8 53° 23′ 42″ N, 8° 8′ 32″ O  | Wohn-/Geschäftshaus |                              | 36389489 | BW   |
| Neumarktplatz 7 53° 23′ 42″ N, 8° 8′ 32″ O   | Wohnhaus            |                              | 36389855 |      |
| Neumarktplatz 5 53° 23′ 42″ N, 8° 8′ 30″ O   | Wohnhaus            |                              | 36388665 |      |
| Neumarktplatz 3 53° 23′ 43″ N, 8° 8′ 29″ O   | Wohnhaus            | Heimatmuseum, Klinkergebäude | 36388635 | BW   |
| Neumarktplatz 1 53° 23′ 43″ N, 8° 8′ 29″ O   | Wohnhaus            |                              | 36388609 | BW   |

### Gruppe: Wohnhäuser Elisabethstraße
Baudenkmal (Gruppe):

| Lage                                       | Bezeichnung                | Beschreibung | ID       | Bild |
| ------------------------------------------ | -------------------------- | ------------ | -------- | ---- |
| Elisabethstraße 53° 23′ 34″ N, 8° 8′ 39″ O | Wohnhäuser Elisabethstraße |              | 36192164 | BW   |

Baudenkmale (Einzeln):

| Lage                                          | Bezeichnung | Beschreibung | ID       | Bild |
| --------------------------------------------- | ----------- | ------------ | -------- | ---- |
| Elisabethstraße 53° 23′ 35″ N, 8° 8′ 39″ O    | Vorgarten   |              | 50603888 | BW   |
| Elisabethstraße 2 53° 23′ 35″ N, 8° 8′ 36″ O  | Wohnhaus    |              | 36388143 | BW   |
| Elisabethstraße 4 53° 23′ 35″ N, 8° 8′ 37″ O  | Wohnhaus    |              | 36388201 | BW   |
| Elisabethstraße 6 53° 23′ 35″ N, 8° 8′ 38″ O  | Wohnhaus    |              | 36388257 | BW   |
| Elisabethstraße 8 53° 23′ 35″ N, 8° 8′ 40″ O  | Wohnhaus    |              | 36388313 | BW   |
| Elisabethstraße 10 53° 23′ 35″ N, 8° 8′ 40″ O | Wohnhaus    |              | 36388367 | BW   |
| Elisabethstraße 3 53° 23′ 35″ N, 8° 8′ 42″ O  | Wohnhaus    |              | 36388172 | BW   |
| Elisabethstraße 5 53° 23′ 34″ N, 8° 8′ 37″ O  | Wohnhaus    |              | 36388228 | BW   |
| Elisabethstraße 7 53° 23′ 34″ N, 8° 8′ 38″ O  | Wohnhaus    |              | 36388286 | BW   |
| Elisabethstraße 9 53° 23′ 34″ N, 8° 8′ 39″ O  | Wohnhaus    |              | 36388340 | BW   |
| Elisabethstraße 11 53° 23′ 34″ N, 8° 8′ 40″ O | Wohnhaus    |              | 36388394 | BW   |
| Elisabethstraße 13 53° 23′ 34″ N, 8° 8′ 41″ O | Wohnhaus    |              | 36388421 | BW   |
| Elisabethstraße 15 53° 23′ 34″ N, 8° 8′ 42″ O | Wohnhaus    |              | 36388448 | BW   |

### Gruppe: Villa Teichgartenstraße
Baudenkmal (Gruppe):

| Lage                                         | Bezeichnung             | Beschreibung | ID       | Bild |
| -------------------------------------------- | ----------------------- | ------------ | -------- | ---- |
| Teichgartenstraße 53° 23′ 34″ N, 8° 8′ 43″ O | Villa Teichgartenstraße |              | 50642839 | BW   |

Baudenkmale (Einzeln):

| Lage                                            | Bezeichnung  | Beschreibung | ID       | Bild |
| ----------------------------------------------- | ------------ | ------------ | -------- | ---- |
| Teichgartenstraße 11 53° 23′ 38″ N, 8° 8′ 9″ O  | Villa        |              | 36395238 | BW   |
| Teichgartenstraße 11a 53° 23′ 37″ N, 8° 8′ 8″ O | Nebengebäude |              | 36395806 | BW   |

### Gruppe: Waisenhaus
Baudenkmal (Gruppe):

| Lage                       | Bezeichnung | Beschreibung     | ID       | Bild |
| -------------------------- | ----------- | ---------------- | -------- | ---- |
| 53° 23′ 56″ N, 8° 7′ 35″ O | Waisenhaus  | Waisenhaus Varel | 36192238 |      |

Baudenkmale (Einzeln):

| Lage                                           | Bezeichnung | Beschreibung | ID       | Bild |
| ---------------------------------------------- | ----------- | ------------ | -------- | ---- |
| Waisenhausstraße 19 53° 23′ 56″ N, 8° 7′ 35″ O | Waisenhaus  |              | 36389140 | BW   |
| Waisenhausstraße 19 53° 23′ 56″ N, 8° 7′ 33″ O | Garten      |              | 36389172 | BW   |
| Waisenhausstraße 19 53° 23′ 57″ N, 8° 7′ 34″ O | Graft       |              | 36390504 | BW   |

### Gruppe: Landhaus Oldenburger Straße 68
Baudenkmal (Gruppe):

| Lage                                             | Bezeichnung                    | Beschreibung | ID       | Bild |
| ------------------------------------------------ | ------------------------------ | ------------ | -------- | ---- |
| Oldenburger Straße 68 53° 22′ 58″ N, 8° 7′ 50″ O | Landhaus Oldenburger Straße 68 |              | 49462072 | BW   |

Baudenkmale (Einzeln):

| Lage                                             | Bezeichnung | Beschreibung | ID       | Bild |
| ------------------------------------------------ | ----------- | ------------ | -------- | ---- |
| Oldenburger Straße 68 53° 22′ 57″ N, 8° 7′ 51″ O | Wohnhaus    |              | 36393539 | BW   |
| Oldenburger Straße 68 53° 22′ 59″ N, 8° 7′ 51″ O | Garten      |              | 36395784 | BW   |

### Baudenkmale (Einzeln)
| Lage                                                 | Bezeichnung              | Beschreibung                         | ID       | Bild           |
| ---------------------------------------------------- | ------------------------ | ------------------------------------ | -------- | -------------- |
| Am Hafen 53° 23′ 37″ N, 8° 8′ 8″ O                   | Hafenbecken              |                                      | 36389624 | BW             |
| Am Hafen 1 53° 24′ 21″ N, 8° 9′ 36″ O                | Zollamt                  |                                      | 36392113 | BW             |
| Hafenstraße 80 53° 24′ 20″ N, 8° 9′ 34″ O            | Herrenhaus               | Schloss Suhren                       | 36392423 | BW             |
| Am Bahnhof 1 53° 23′ 59″ N, 8° 8′ 56″ O              | Güterschuppen            |                                      | 36922307 |                |
| Am Bahnhof 53° 23′ 57″ N, 8° 9′ 0″ O                 | Bahnsteigdächer          |                                      | 36396110 | BW             |
| Am Bahnhof 53° 23′ 58″ N, 8° 8′ 58″ O                | Bahnsteigbrücke          |                                      | 36394592 | Weitere Bilder |
| Am Bahnhof 53° 23′ 56″ N, 8° 9′ 0″ O                 | Empfangsgebäude          |                                      | 36921326 |                |
| Düsterstraße 17 53° 23′ 59″ N, 8° 8′ 14″ O           | Gaststätte               |                                      | 36394976 | BW             |
| Mühlenstraße 4 53° 23′ 53″ N, 8° 8′ 17″ O            | Wohn-/Geschäftshaus      |                                      | 36392705 | BW             |
| Mühlenstraße 5 53° 23′ 51″ N, 8° 8′ 17″ O            | Gasthof                  | Zum Schwarzen Roß / Tanzschule       | 36394400 | BW             |
| Mühlenstraße 21 53° 23′ 55″ N, 8° 8′ 24″ O           | Wohn-/Geschäftshaus      |                                      | 36394950 | BW             |
| Mühlenstraße 30 53° 23′ 57″ N, 8° 8′ 26″ O           | Villa                    |                                      | 36394377 | BW             |
| Mühlenstraße 25 53° 23′ 56″ N, 8° 8′ 27″ O           | Hochschulgebäude         |                                      | 36392780 | BW             |
| Mühlenstraße 27 53° 23′ 57″ N, 8° 8′ 28″ O           | Wohnhaus                 |                                      | 36394208 | BW             |
| Mühlenstraße 31 53° 23′ 57″ N, 8° 8′ 29″ O           | Wohnhaus                 |                                      | 36392808 | BW             |
| Mühlenstraße 33 53° 23′ 58″ N, 8° 8′ 30″ O           | Wohnhaus                 |                                      | 36392831 | BW             |
| Mühlenstraße 35 53° 23′ 58″ N, 8° 8′ 32″ O           | Kirche                   | Friedenskirche (Baptistenkirche)     | 36394427 |                |
| Mühlenstraße 43 53° 24′ 0″ N, 8° 8′ 34″ O            | Wohn-/Geschäftshaus      |                                      | 36394475 | BW             |
| Mühlenstraße 52 a 53° 24′ 2″ N, 8° 8′ 36″ O          | Windmühle                | Vareler Windmühle                    | 36392854 | Weitere Bilder |
| Mühlenstraße 55 53° 24′ 2″ N, 8° 8′ 40″ O            | Wohnhaus                 |                                      | 36392883 | BW             |
| Lange Straße 19 53° 23′ 45″ N, 8° 8′ 2″ O            | Wohn-/Geschäftshaus      |                                      | 36394829 | BW             |
| Schüttingstraße 6 53° 23′ 48″ N, 8° 8′ 5″ O          | Wohnhaus                 |                                      | 36393818 | BW             |
| Lange Straße 1 53° 23′ 47″ N, 8° 8′ 8″ O             | Wohnhaus                 |                                      | 36392526 | BW             |
| Schloßstraße 1 53° 23′ 47″ N, 8° 8′ 10″ O            | Wohn-/Geschäftshaus      |                                      | 36394781 | BW             |
| Lange Straße 2 53° 23′ 46″ N, 8° 8′ 9″ O             | Wohn-/Geschäftshaus      |                                      | 36392550 | BW             |
| Windallee 1 53° 23′ 46″ N, 8° 8′ 10″ O               | Wohn-/Geschäftshaus      |                                      | 36393891 |                |
| Windallee 2 53° 23′ 44″ N, 8° 8′ 10″ O               | Wohnhaus                 |                                      | 36393915 |                |
| Schloßstraße 7 53° 23′ 45″ N, 8° 8′ 13″ O            | Wohnhaus                 |                                      | 36393743 | BW             |
| Hindenburgstraße 2 53° 23′ 47″ N, 8° 8′ 17″ O        | Wohn-/Geschäftshaus      |                                      | 36392501 |                |
| Drostenstraße 11 53° 23′ 49″ N, 8° 8′ 21″ O          | Geschäftshaus            |                                      | 36392341 | BW             |
| Nebbsallee 1 53° 23′ 48″ N, 8° 8′ 22″ O              | Villa                    |                                      | 36394618 | BW             |
| Moltkestraße 5 53° 23′ 52″ N, 8° 8′ 25″ O            | Wohnhaus                 |                                      | 36392653 | BW             |
| Moltkestraße 14 53° 23′ 55″ N, 8° 8′ 29″ O           | Wohnhaus                 |                                      | 36392680 | BW             |
| Moltkestraße 11 53° 23′ 54″ N, 8° 8′ 31″ O           | Schule                   |                                      | 36394664 |                |
| Moltkestraße 17 53° 23′ 56″ N, 8° 8′ 34″ O           | Villa                    |                                      | 36394524 | BW             |
| Nebbsallee 14 53° 23′ 48″ N, 8° 8′ 25″ O             | Wohnhaus                 |                                      | 36392982 | BW             |
| Nebbsallee 5 53° 23′ 47″ N, 8° 8′ 23″ O              | Schule                   | Bürgerschule                         | 36392908 | BW             |
| Nebbsallee 7 53° 23′ 47″ N, 8° 8′ 24″ O              | Wohn-/Geschäftshaus      |                                      | 36394232 | BW             |
| Nebbsallee 11 53° 23′ 46″ N, 8° 8′ 24″ O             | Wohnhaus                 |                                      | 36392933 | BW             |
| Nebbsallee 13 53° 23′ 46″ N, 8° 8′ 25″ O             | Wohnhaus                 |                                      | 36392957 | BW             |
| Nebbsallee 15 53° 23′ 45″ N, 8° 8′ 26″ O             | Wohnhaus                 |                                      | 36393006 | BW             |
| Marienlustgarten 3 53° 23′ 47″ N, 8° 8′ 29″ O        | Wohnhaus                 |                                      | 36394642 | BW             |
| Marienlustgarten 5 53° 23′ 48″ N, 8° 8′ 31″ O        | Villa                    |                                      | 36392600 | BW             |
| Neumühlenstraße 41-43 53° 23′ 54″ N, 8° 8′ 42″ O     | Fabrik                   | Hansa-Automobilwerke                 | 36388748 |                |
| Neumühlenstraße 25 53° 23′ 49″ N, 8° 8′ 37″ O        | Hotel                    |                                      | 36394734 | BW             |
| Neumühlenstraße 18 53° 23′ 48″ N, 8° 8′ 34″ O        | Wohnhaus                 |                                      | 36393185 | BW             |
| Bahnhofstraße 5 53° 23′ 46″ N, 8° 8′ 36″ O           | Wohnhaus                 |                                      | 36392162 | BW             |
| Bahnhofstraße 6 53° 23′ 47″ N, 8° 8′ 38″ O           | Wohnhaus                 |                                      | 36392188 | BW             |
| Bahnhofstraße 8 53° 23′ 47″ N, 8° 8′ 39″ O           | Gaststätte               |                                      | 36394333 |                |
| Bahnhofstraße 9 53° 23′ 46″ N, 8° 8′ 39″ O           | Wohnhaus                 |                                      | 36392213 | BW             |
| Bahnhofstraße 11 53° 23′ 46″ N, 8° 8′ 40″ O          | Wohnhaus                 |                                      | 36392238 | BW             |
| Bahnhofstraße 17 53° 23′ 48″ N, 8° 8′ 48″ O          | Wohnhaus                 |                                      | 36394160 | BW             |
| Bahnhofstraße 21 53° 23′ 49″ N, 8° 8′ 49″ O          | Wohnhaus                 |                                      | 36392265 |                |
| Bahnhofstraße 28 53° 23′ 52″ N, 8° 8′ 50″ O          | Villa                    |                                      | 36392290 |                |
| Bahnhofstraße 49 53° 23′ 53″ N, 8° 8′ 54″ O          | Villa                    |                                      | 36394922 | BW             |
| Bahnhofstraße 53 53° 23′ 55″ N, 8° 8′ 57″ O          | Garage                   |                                      | 36392575 | BW             |
| Friedrich-Ebert-Straße 28 53° 23′ 45″ N, 8° 8′ 51″ O | Schule                   |                                      | 36394308 | BW             |
| Windallee 23 53° 23′ 36″ N, 8° 7′ 59″ O              | Wohnhaus                 |                                      | 36393939 | BW             |
| Windallee 23 53° 23′ 35″ N, 8° 8′ 0″ O               | Kriegerdenkmal           |                                      | 36395834 | BW             |
| Windallee 25 53° 23′ 35″ N, 8° 7′ 59″ O              | Wohnhaus                 |                                      | 36393989 | BW             |
| Windallee 27 53° 23′ 34″ N, 8° 7′ 58″ O              | Wohnhaus                 |                                      | 36394013 | BW             |
| Windallee 27 53° 23′ 35″ N, 8° 7′ 58″ O              | Garten                   |                                      | 36395915 | BW             |
| Windallee 29 53° 23′ 34″ N, 8° 7′ 58″ O              | Bank                     |                                      | 36394038 | BW             |
| Windallee 39 53° 23′ 31″ N, 8° 7′ 55″ O              | Villa                    |                                      | 36394184 | BW             |
| Windallee 41 53° 23′ 30″ N, 8° 7′ 54″ O              | Wohnhaus                 |                                      | 36394087 | BW             |
| Windallee 53° 23′ 29″ N, 8° 7′ 55″ O                 | Toranlage                |                                      | 36393866 | BW             |
| Windallee 36 53° 23′ 29″ N, 8° 7′ 57″ O              | Wohnhaus                 |                                      | 36394062 | BW             |
| Windallee 34 53° 23′ 30″ N, 8° 7′ 58″ O              | Villa                    |                                      | 36394570 | BW             |
| Windallee 24 53° 23′ 34″ N, 8° 8′ 1″ O               | Wohnhaus                 |                                      | 36393965 | BW             |
| Windallee 22 53° 23′ 35″ N, 8° 8′ 2″ O               | Villa                    |                                      | 36394548 | BW             |
| Obernstraße 4 53° 23′ 44″ N, 8° 8′ 19″ O             | Wohn-/Geschäftshaus      | Alte Apotheke                        | 36393210 |                |
| Obernstraße 7 53° 23′ 43″ N, 8° 8′ 21″ O             | Scheune                  |                                      | 36393234 | BW             |
| Kleine Straße 7 53° 23′ 42″ N, 8° 8′ 18″ O           | Wohnhaus                 |                                      | 36388532 | BW             |
| Kleine Straße 9 53° 23′ 42″ N, 8° 8′ 20″ O           | Wohnhaus                 |                                      | 36389956 | BW             |
| Neue Straße 13 53° 23′ 40″ N, 8° 8′ 18″ O            | Postgebäude              |                                      | 36393055 | BW             |
| Neue Straße 12 53° 23′ 40″ N, 8° 8′ 20″ O            | Wohn-/Geschäftshaus      |                                      | 36393031 | BW             |
| Neue Straße 22 53° 23′ 38″ N, 8° 8′ 17″ O            | Hotel                    |                                      | 36393082 | BW             |
| Neue Straße 25 53° 23′ 37″ N, 8° 8′ 16″ O            | Bank                     |                                      | 36394501 | BW             |
| Oldenburger Straße 1 53° 23′ 35″ N, 8° 8′ 12″ O      | Wohnhaus                 |                                      | 36393339 | BW             |
| Oldenburger Straße 4 53° 23′ 34″ N, 8° 8′ 14″ O      | Wohnhaus                 |                                      | 36393364 | BW             |
| Oldenburger Straße 20 53° 23′ 27″ N, 8° 8′ 10″ O     | Wohnhaus                 |                                      | 36393416 | BW             |
| Oldenburger Straße 22 53° 23′ 26″ N, 8° 8′ 9″ O      | Wohnhaus                 |                                      | 36393439 | BW             |
| Oldenburger Straße 24 53° 23′ 26″ N, 8° 8′ 8″ O      | Wohnhaus                 |                                      | 36393464 | BW             |
| Oldenburger Straße 43 53° 23′ 20″ N, 8° 8′ 5″ O      | Wohnhaus                 |                                      | 49213896 | BW             |
| Oldenburger Straße 53° 23′ 18″ N, 8° 8′ 13″ O        | Friedhof                 | Vareler Friedhof                     | 36388777 |                |
| Oldenburger Straße 49 53° 23′ 17″ N, 8° 8′ 5″ O      | Wohnhaus                 |                                      | 36393488 | BW             |
| Oldenburger Straße 51 53° 23′ 16″ N, 8° 8′ 5″ O      | Villa                    |                                      | 36394453 | BW             |
| Obernstraße 16 53° 23′ 41″ N, 8° 8′ 28″ O            | Wohn-/Geschäftshaus      |                                      | 36393285 | BW             |
| Haferkampstraße 8 53° 23′ 40″ N, 8° 8′ 32″ O         | Wohn-/Geschäftshaus      |                                      | 36394712 | BW             |
| Haferkampstraße 22 53° 23′ 40″ N, 8° 8′ 39″ O        | Wohnhaus                 |                                      | 36392450 | BW             |
| Haferkampstraße 28 53° 23′ 39″ N, 8° 8′ 42″ O        | Wohnhaus                 |                                      | 36395039 | BW             |
| Haferkampstraße 36 53° 23′ 38″ N, 8° 8′ 46″ O        | Wohn-/Wirtschaftsgebäude |                                      | 36394757 | BW             |
| Osterstraße 5 53° 23′ 38″ N, 8° 8′ 30″ O             | Kirche                   |                                      | 36393589 | Weitere Bilder |
| Osterstraße 9 53° 23′ 36″ N, 8° 8′ 31″ O             | Schule                   |                                      | 36393614 | BW             |
| Osterstraße 16 53° 23′ 35″ N, 8° 8′ 34″ O            | Wohnhaus                 |                                      | 36393642 | BW             |
| Bleichenpfad 9 53° 23′ 33″ N, 8° 8′ 26″ O            | Krankenhaus              |                                      | 36392316 | BW             |
| Menckestraße 1 53° 23′ 31″ N, 8° 8′ 12″ O            | Wohnhaus                 |                                      | 36394895 | BW             |
| Menckestraße 6 53° 23′ 29″ N, 8° 8′ 17″ O            | Villa                    |                                      | 36392625 | BW             |
| Osterstraße 23 53° 23′ 32″ N, 8° 8′ 33″ O            | Speicher                 |                                      | 36393666 | BW             |
| Osterstraße 25 53° 23′ 31″ N, 8° 8′ 33″ O            | Wohnhaus                 |                                      | 36393692 | BW             |
| Waisenhausstraße 1 53° 23′ 53″ N, 8° 7′ 44″ O        | Wohn-/Geschäftshaus      |                                      | 36393842 | BW             |
| Lange Straße 71 53° 23′ 52″ N, 8° 7′ 46″ O           | Wohnhaus                 |                                      | 36394355 | BW             |
| Oldenburger Straße 62 53° 23′ 0″ N, 8° 7′ 57″ O      | Wasserturm               | Wasserturm Varel                     | 36393513 |                |
| Oldenburger Straße 62 53° 23′ 1″ N, 8° 7′ 57″ O      | Grünanlage               |                                      | 36396139 |                |
| Oldenburger Straße 86 53° 22′ 46″ N, 8° 7′ 38″ O     | Wohnhaus                 |                                      | 36393564 | BW             |
| Neumühlenstraße 11 53° 23′ 45″ N, 8° 8′ 32″ O        | Schule                   | Haus des Handwerks; Meischenstiftung | 36393159 |                |